# Nicholas Harrison
Nicholas Harrison, född 18 oktober 1970, är en australisk friidrottare. Han deltog vid olympiska sommarspelen 2004.